# Список керівників держав 730 року
Список керівників держав 729 року — 730 рік — Список керівників держав 731 року — Список керівників держав за роками

## Європа
- Аль-Андалус — валі Аль-Хайтам ібн-Убайд аль-Кінані (729–730), його змінив валі Мухаммад ібн-Абдаллах аль-Ашйа'ї (730), після нього правив валі Абдур-Рахман ібн Абдалах (721, 730–732)
- Астурія — король Пелайо (718–737)
- Британські острови:
  - Бріхейніог — король Ауст ап Кадуган (720–735)
  - Вессекс — король Етелард (726–740)
  - Галвідел — король Ютгуал ап Тутагуал (715–730), у 730 році державу захопив Стратклайд.
  - Гвент — король Ітел III ап Морган (715–755)
  - Гвінед — король Родрі ап Ідвал (720–754)
  - Дал Ріада — король Еохайд III (727–733)
  - Дівед — король Теудос ап Райн (730–760)
  - Думнонія — король Діфнвел ап Ітел (715–750)
  - Ессекс — король Селред (709–746)
  - Кент — король Етельберт II (725–762) та король Едберт I (725–748)
  - Мерсія — король Етельбальд (716–757)
  - Нортумбрія — король Кеолвулф (729–737)
  - Королівство піктів — король Енгус мак Фергюс (729–761)
  - Королівство Повіс — король Елісед ап Гуілог (710–755)
  - Сейсіллуг — король Сейсілл ап Клідог (720–730), його змінив король Артуїс ап Сейсілл (730–735)
  - Стратклайд (Альт Клуіт) — король Теудебур ап Белі (722–752)
  - Східна Англія — король Ельфвальд (713–749)
  - Гвікке — король Етельрік I (704–736)
- Венеціанська республіка — дож Орсо Іпато (726–742)
- Візантійська імперія — імператор Лев III Ісавр (717–741)
  - Неаполітанський дукат — дука Георгій (729–739)
  - Равеннський екзархат — екзарх Євтихій (727—751)
- Волзька Булгарія — хан Котраг (бл. 710 — бл. 765)
- Данія — король Онгенд (бл. 695—735)
- Домнонія — король Даніель (720—749)
- Ірландія — верховний король Флайхбертах мак Лоїнгсіг (728—734)
  - Айлех — король Аед Аллан (722—743)
  - Коннахт — король Катал I (728—735)
  - Ленстер — король Бран Бекк мак Мурхада (728—738)
  - Манстер — король Катал мак Фінгуне (721—742)
  - Улад — король Аед Ройн (708—735)
- Королівство лангобардів — король Лютпранд (712—744)
  - Герцогство Беневентське — герцог Ромоальд II (706—732)
  - Герцогство Сполетське — герцог Тразімунд II Сполетський (724—739, 740—742, 744—745)
  - Герцогство Фріульське — герцог Пеммо (706—739)
- Перше Болгарське царство — хан Кормесій (721—738)
- Святий Престол — папа римський Григорій II (715—731)
- Сербія — жупан Ратимір (бл. 700 — бл. 730)
- Франкське королівство:
  - король Теодоріх IV (721—737)
  - мажордом Карл Мартел (718—741)
  - Аквітанія та Герцогство Васконія — герцог Едо Великий (бл. 688—735)
  - Баварія — герцог Хугберт (725—737)
  - Тюрингія — герцог Хеден II (689 — бл. 741)
- Фризія — король Поппо (719—734)
- Хозарський каганат — каган Ібузір Главан (688/690—730); каган Біхар (730-755)
- Швеція — конунг Гаральд Боєзуб (бл. 705 — бл. 750)

## Азія
- Абазгія — князь Феодор (бл. 710 — бл. 730), його змінив князь Констянтин II (бл. 730 — бл. 745)
- Диньяваді (династія Сур'я) — раджа Сур'я Кутта (723–746)
- Індія:
  - Бадамі— Західні Чалук'я — махараджахіраджа Віджаядітья Сат'яшрая (696–733)
  - Венгі— Східні Чалук'я — махараджа Вішнувардхана III (719–755)
  - Західні Ганги — магараджа Шріпуруша (726–788)
  - Камарупа — цар Харшадева (725–745)
  - Кашмір — махараджа Муктапіда Лалітадіт'я (бл. 723 — бл. 760)
  - Династія Паллавів  — махараджахіраджа Парамешвара-варман II (722–733)
  - Держава Пандья — раджа Кочадаян Ранадхіран (710–735)
  - Раджарата — раджа Аггабодхі V (726–732)
- Картлі — ерісмтавар Гурам III (693–748)
- Кахетія — князь Стефаноз II (684–736)
- Китай:
  - Бохай — ван Да Уі (У-ван) (719–737)
  - Наньчжао — ван Мен Пілоге (728–748)
  - Династія Тан — імператор Сюань-цзун (Лі Лундзі) (712–756)
- Корея:
  - Сілла — ван Сондок Великий (702–737)
- Омеядський халіфат — халіф Хішам ібн Абдул-Малік (724–743)
- Паган — король Теїнга (726–734)
- Персія:
  - Гілян (династія Дабюїдів) — іспахбад Дадбурзмір (728–740/741)
  - Табаристан (династія Баванді) — іспахбад Мехр Мардан (728–752)
- Королівство Сунда — король Санья (723–732)
- Східно-тюркський каганат — каган Більге-хан Богю (716–734)
- Тао-Кларджеті — князь Нерсе (705–742)
- Тибетська імперія — Меагцом (704—755)
- Тюргеський каганат — Сулук-чор (716—738)
- Чампа — князь Вікрантаварман II (бл. 686 — бл. 731)
- Ченла — король Пушкаракша (716–730), його змінив король Шамбхуварман (730–760)
- Імперія Шривіджая — махараджа Рудра Віккама (728–742)
- Японія — імператор Сьому (724–749)

## Африка
- Імперія Гао — дья Бай Камай (ок. 700 — ок. 730), його змінив дья Дьябай (бл. 730 — бл. 750)
- Іфрикія — намісник Обейда ібн Абд аль-Рахман ес-Солемі (727–732)
- Макурія — цар Кіріак I (бл. 710 — бл. 738)
- Некор — емір Саліх I ібн Мансур (710–749)

## Північна Америка
- Цивілізація Мая:
  - Баакульське царство — цар Аку'ль Мо’ Нааб III (722 — бл. 736)
  - Дос-Пілас — цар Уча'ан К'ін Б'алам (727–741)
  - Канульське царство — священний владика Йукно'м Ток’ К'авіїль (бл. 702 — бл. 731)
  - Копан — цар Вашаклахуун-Уб'аах-К'авіїль (695–738)
  - Тікаль — цар Хасав-Чан-Кавіль I (682–734)
  - Яшчилан — божественний цар Іцамнах-Балам III (681–742)